# Castray River
Der Castray River ist ein Fluss im Nordwesten des australischen Bundesstaates Tasmanien.

## Geografie
Der elf Kilometer lange Fluss entspringt in der Meredith Range und fließt nach Norden. Am Nordrand dieses Gebirges, etwa zwei Kilometer nördlich des Mount Stewart, mündet der Castray River in den Whyte River.